# Farges-lès-Chalon
Farges-lès-Chalon là một xã ở tỉnh Saône-et-Loire trong vùng Bourgogne-Franche-Comté nước Pháp.

## Thông tin nhân khẩu
Theo điều tra dân số năm 1999, xã này có dân số 622.
Dân số năm 2006 ước khoảng 719 người.